# Mars frit

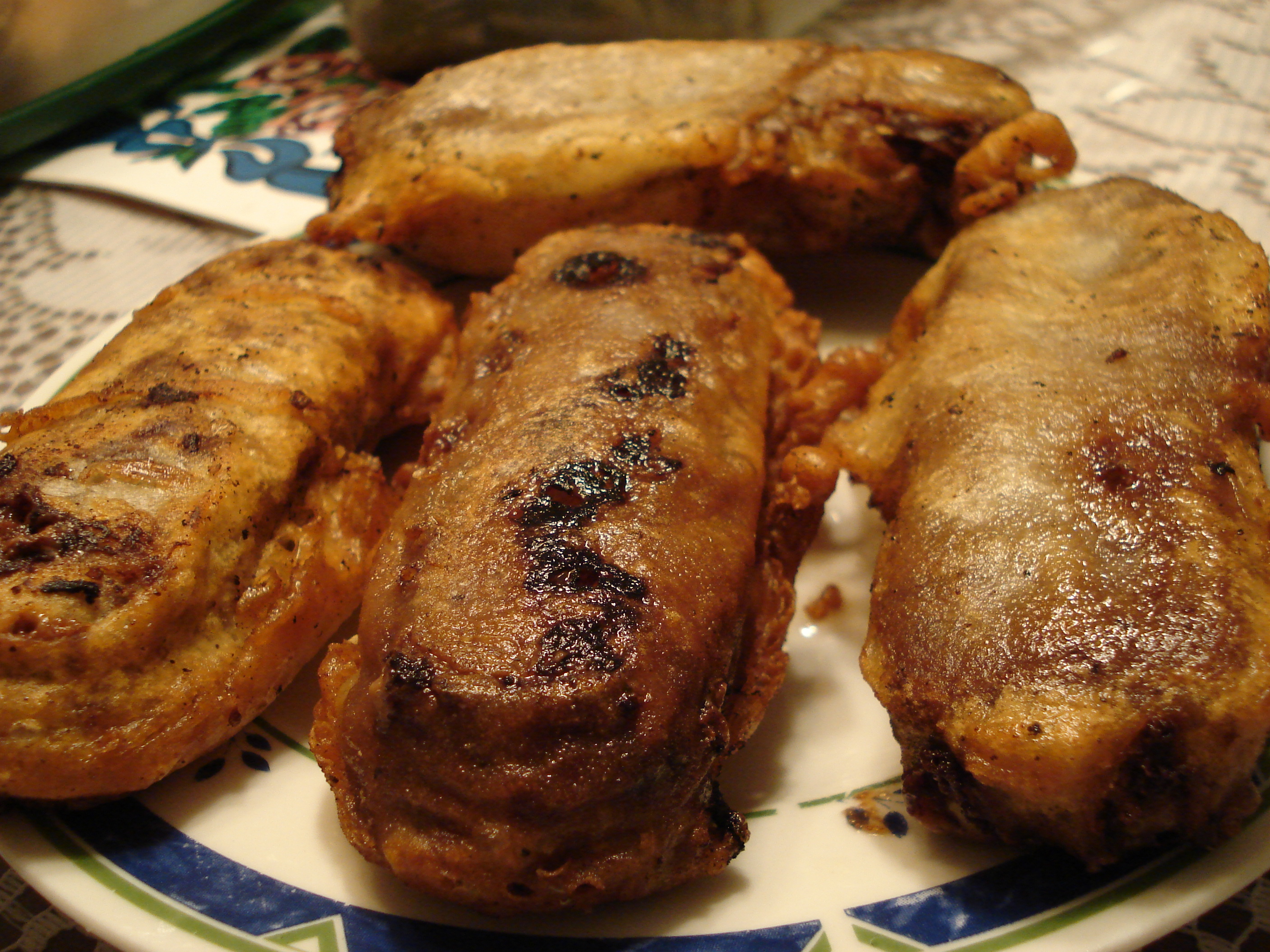
Des barres chocolatées frites.

Le Mars frit est une confiserie confectionnée à partir d’une barre Mars frite dans une pâte à beignet. Vendue à l’origine dans des friteries écossaises, elle s’est popularisée au milieu des années 1990 à la suite de sa dénonciation par plusieurs médias comme exemple particulièrement extrême de malbouffe.

## Histoire

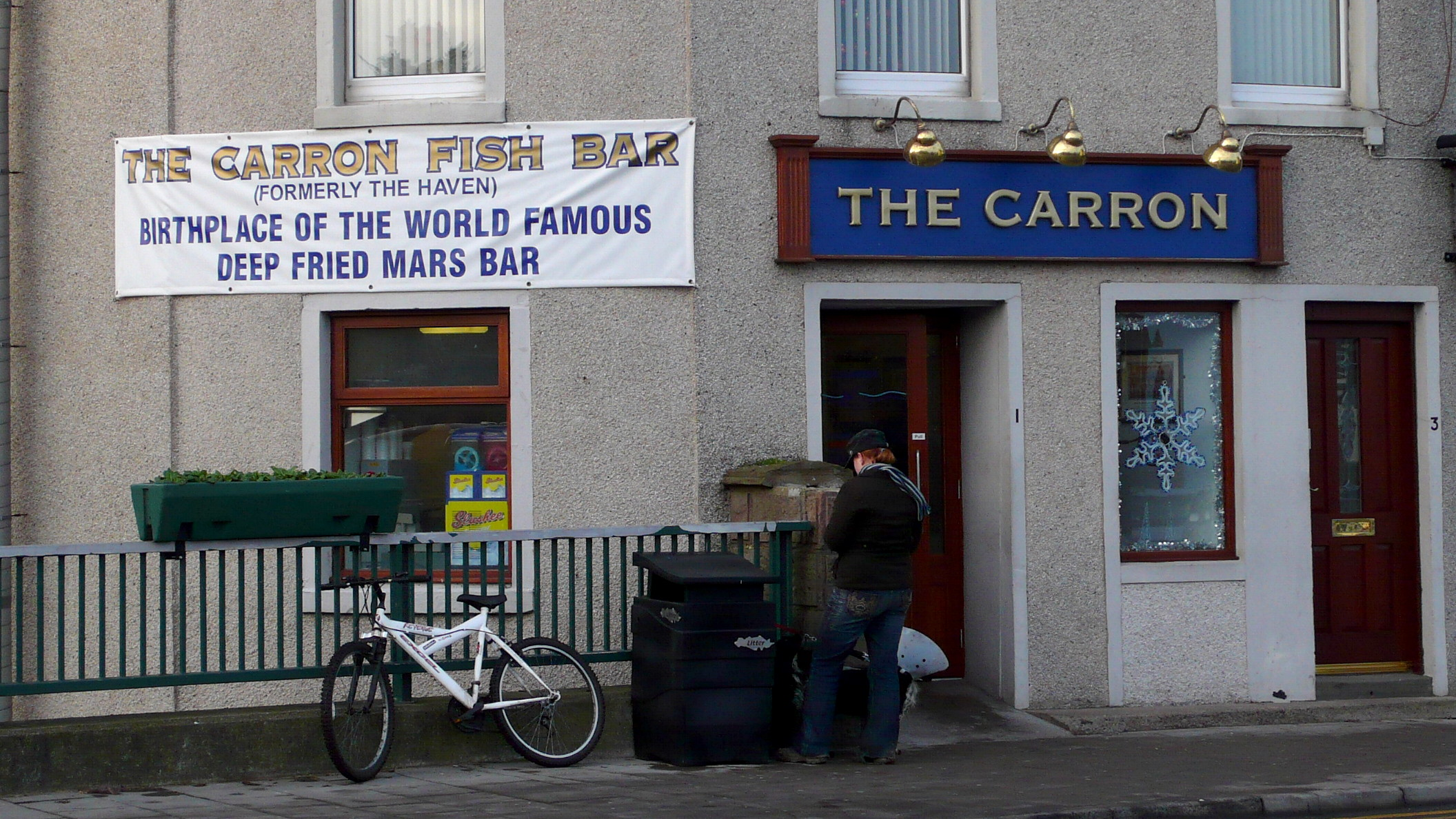
Une bannière sur le restaurant The Carron annonce Birthplace of the World Famous Deep Fried Mars Bar (lieu de naissance de la barre Mars frite célèbre dans le monde entier).

La recette aurait été inventée en 1995 au Heaven Chip Bar (aujourd'hui The Carron) à Stonehaven, près d’Aberdeen,. 
En décembre 2004, une étude parue dans The Lancet affirmait que, sur 300 fish and chips, 22 % vendaient des Mars frits et 17 % en avaient vendu par le passé. La moyenne des ventes s’élevait à 23 par semaine, pour un prix d’environ 60 pence. Les trois-quarts des clients étaient des enfants et 15 % des adolescents.

## Influence culinaire

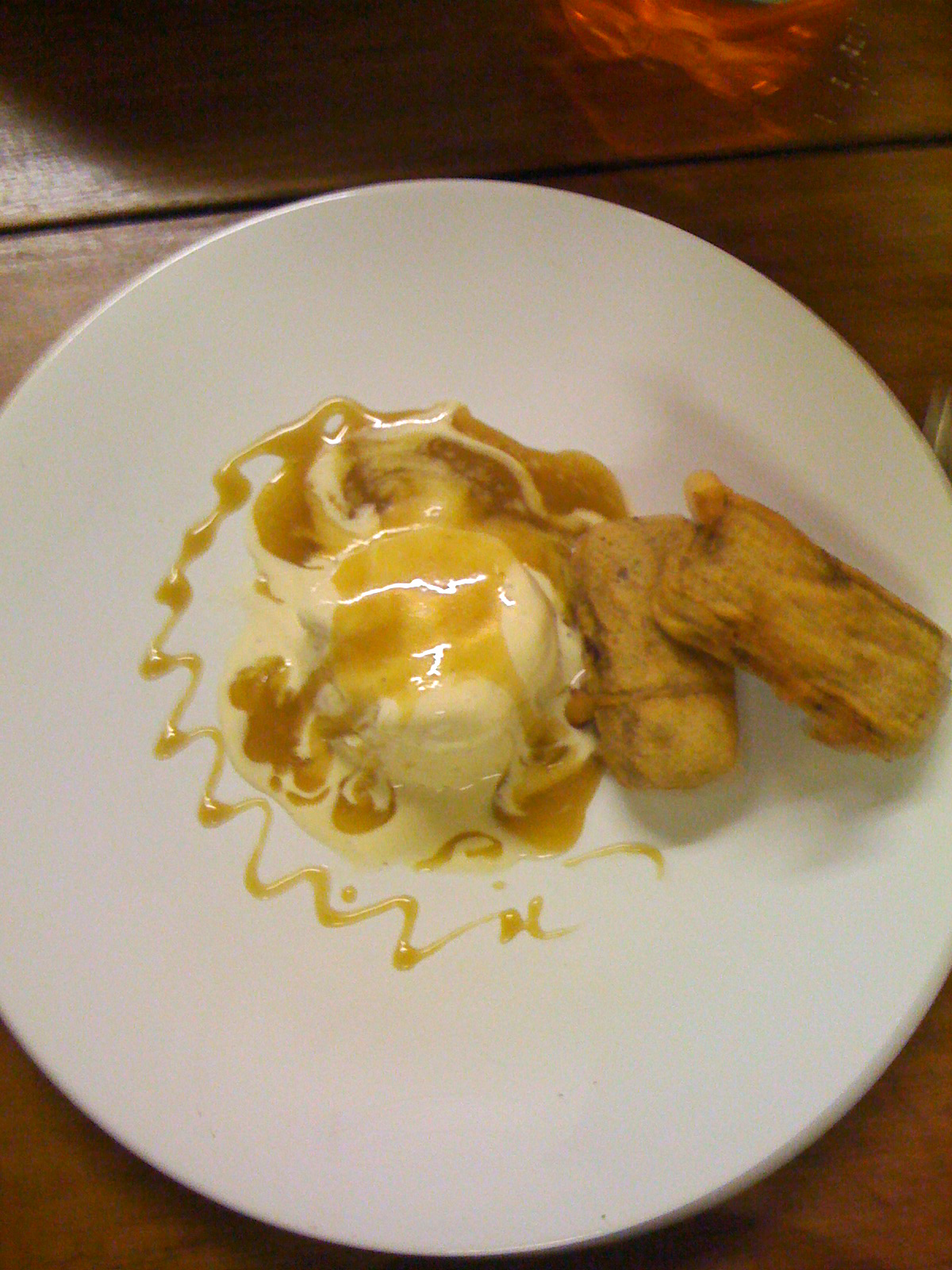
Un dessert élaboré à partir d’un Mars et d’un Snickers frits accompagnés de glace à la vanille et de caramel.

Le Mars frit a inspiré[réf. nécessaire] plusieurs confiseries, dont le Cadbury Creme Egg frit, vendu à Pâques. Aux États-Unis, une variante consiste à frire un Snickers, plus populaire que le Mars. 